# Luoshi (köpinghuvudort i Kina, Jiangxi Sheng, lat 28,68, long 115,07)
Luoshi är en köpinghuvudort i Kina. Den ligger i provinsen Jiangxi, i den sydöstra delen av landet, omkring 80 kilometer väster om provinshuvudstaden Nanchang. Antalet invånare är 13 542. Befolkningen består av 6 297 kvinnor och 7 245 män. Barn under 15 år utgör 21,0 %, vuxna 15-64 år 70 %, och äldre över 65 år 8,0 %.
Runt Luoshi är det tätbefolkat, med 331 invånare per kvadratkilometer. Närmaste större samhälle är Shangfu, 6,2 km väster om Luoshi. I omgivningarna runt Luoshi växer i huvudsak blandskog.
Genomsnittlig årsnederbörd är 2 159 millimeter. Den regnigaste månaden är juni, med i genomsnitt 337 mm nederbörd, och den torraste är oktober, med 44 mm nederbörd.